# Petersdorf (Fünfseen)
Petersdorf ist der nördlichste Ortsteil der Gemeinde Fünfseen im Landkreis Mecklenburgische Seenplatte in Mecklenburg-Vorpommern.

## Geschichte
Petersdorf wurde erstmalig am 3. Juli 1375 als Villa Peterstorp urkundlich erwähnt.
Petersdorf war ein typisches Gutsdorf, das der Adelsfamilie Flotow (Adelsgeschlecht) gehörte. Ende des 18. Jahrhunderts wurde es als Alt Petersdorf bezeichnet. Es ist anzunehmen, dass dies der Abgrenzung der neu gegründeten Siedlung Neu Petersdorf – dem heutigen Adamshoffnung – diente.
Ab 1853 fand in Petersdorf Schulunterricht statt – zu einem späteren Zeitpunkt dann auch in einem eigenen Gebäude. 1877 wurde Unterricht des Schulsystems der Industrieschule aufgenommen. Die Schule bestand bis 1969. Das Gebäude samt Grundstück wurde verkauft und in ein Ferienlager umgewandelt. Zu diesem Zweck wurde das Gebäude ab den 50er Jahren während der Sommerferien genutzt.

### Eingemeindung
Bis zum Jahr 1934 bestand die Gemeinde Petersdorf aus den Ortsteilen Petersdorf, Adamshoffnung und Lenz. Von 1935 bis 31. Dezember 2004 gehörte Petersdorf zur Gemeinde Adamshoffnung. Seite 1. Januar 2005 ist Petersdorf ein Ortsteil der Gemeinde Fünfseen.

### Wirtschaft
Bis zum Aufkommen des Tourismus in den 1920er Jahren war Petersdorf von kleinen Handwerksbetrieben, der Holzwirtschaft, einer Flößerei und einer Ziegelei geprägt. Eine seit 1904 belegte Dampferanlegestelle zeugt von der Anbindung an den Schiffsverkehr über die Elde, die durch den Petersdorfer See fließt.
Nach dem Ende des Zweiten Weltkriegs, in folge der Bodenreform und dem Ansiedeln von Neubauern, entwickelte sich die Landwirtschaft in Petersdorf.
Mit dem Bau und der Eröffnung der Autobahn Rostock – Berlin entstand 1978 eine Autobahnmeisterei. Sie war und ist ein wichtiger Arbeitgeber vor Ort. Der am Ufer des Petersdorfer Sees befand sich ab Mitte der 1950er Jahre ein Zeltplatz (C88). Im Rahmen des Baus der Autobahn Rostock – Berlin verschwand dieser.

## Geografie und Verkehrsanbindung
Petersdorf liegt am Südufer des 93 ha großen Petersdorfer Sees. Westlich liegt der 38,4 km² große Plauer See und nordöstlich der 1,25 km² große Malchower See.
Die A 19 verläuft östlich in Nord-Süd-Richtung. Östlich verläuft die B 192.

## Sehenswürdigkeiten
In der Liste der Baudenkmale in Fünfseen sind für Petersdorf das Kriegerdenkmal 1914/1918 und das Forsthaus (Zum See 1) als Baudenkmale aufgeführt. Im Ort existiert seit 2019 ein kleiner, privat geführter und öffentlich zugänglicher Skulpturenpark.

## Sonstiges
Im Sommer des Jahres 1999 beging Petersdorf die 400-Jahr-Feier des Ortes. Ausgangspunkt hierfür war die bis dahin älteste bekannte urkundliche Erwähnung im Jahre 1599. Im Januar 2003 meldete sich dann die engagierte Lehrer- und Hobbyhistorikerin Heidi Hecht beim Amt Malchow, dass sie eine ältere Ersterwähnung in den Mecklenburgischen Urkundenbüchern entdeckt hat.